# Zhao Ziyang
Zhao Ziyang, född 17 oktober 1919 i Hua härad, Henan, död 17 januari 2005 i Peking, var en kinesisk kommunistisk politiker som hade stort inflytande över de ekonomiska och politiska reformerna i landet under 1980-talet. Han var Kinas premiärminister 1980-1987 och Generalsekreterare för Kinas kommunistiska parti åren 1987 till 1989. 
Zhao kom från en välmående bondefamilj i Henan-provinsen och hette ursprungligen Zhào Xiūyè (赵修业), men ändrade sitt namn till Ziyang när han gick i mellanskolan i Wuhan. 1932 gick han med i Kinas kommunistiska ungdomsförbund och han deltog i underjordiskt arbete under det sino-japanska kriget och under det kinesiska inbördeskriget, då hans far dödades av kommunisterna.
Efter kommunisternas maktövertagande fick Zhao en ledande ställning i Guangdong-provinsen, där han genomförde flera reformer i jordbruket. Efter det stora språngets misslyckande började Zhao att upplösa folkkommunerna i provinsen. 1965 blev han partisekreterare i Guangdongprovinsen trots att han inte satt i partiets centralkommitté. Under kulturrevolutionen, som började 1966, utsattes Zhao för förföljelser och tvingades arbeta i en fabrik i fyra år. 1971 förvisades han till Inre Mongoliet, men återvände till Guangdong följande år. 1973 rehabiliterades han av Zhou Enlai och utsågs till ledamot av centralkommittén.
Zhao Ziyang starka profil som reformvän gjorde att han av Deng Xiaoping handplockades för att leda landet. 1980 blev han utsedd till premiärminister och två år senare blev han ledamot av politbyråns ständiga utskott. Efter studentoroligheterna i Peking 1987 ersatte han den avsatte Hu Yaobang på posten som generalsekreterare för partiet.
Under demonstrationerna 1989 på Himmelska fridens torg i Peking uttryckte han sin sympati för till studenterna och den 19 maj gick han ut bland folkmassorna med en megafon och försökte övertala studenterna att avbryta sin hungerstrejk. Trots att Zhao var partiets generalsekreterare kunde Folkets befrielsearmé undertrycka rörelsen den 4 juni eftersom armén lydde under Centrala militärkommissionen, där Deng Xiaoping var ordförande. 
Zhao Ziyang avsattes från alla sin poster och försattes i husarrest fram till sin död 2005. I maj 2009 publicerades Zhaos memoarer från reformåren och husarresten.